# Onthophilus julii
Onthophilus julii är en skalbaggsart som beskrevs av Lewis 1892. Onthophilus julii ingår i släktet Onthophilus och familjen stumpbaggar. Inga underarter finns listade i Catalogue of Life.